# あさひプライムスキー場
あさひプライムスキー場（あさひプライムスキーじょう）は、長野県東筑摩郡朝日村にあるスキー場。朝日村が1992年に設置した公営スキー場で、現在は指定管理者にタジマモーターコーポレーション朝日が指定されている。
朝日村や松本市といった市街地にほど近く、コンパクトなファミリー向けスキー場である。

## ゲレンデ
2基のリフトが設置され、ナイター設備も備えている。キッズパークもある。

### コース
- ファミリーゲレンデ (490m)
- スペシャルゲレンデ (450m)

### リフト
- 第１ペア (468m)
- 第２ペア (423m)…中間降り場がある

## アクセス
- 長野自動車道：塩尻ICから15km、松本IC・長野県道292号御馬越塩尻停車場線沿い